# 서욱
서욱(徐旭, 1963년 5월 12일 ~ )은 대한민국의 전 군인, 정무직공무원으로 제 47대 국방부 장관이다.

## 학력
- 숭의중학교(1978년)
- 광주인성고등학교(1981년)
- 육군사관학교 41기[4]
- 경남대학교 대학원 정치학 박사

## 경력
- 1985년 육군 소위 임관
- 2008년 2009년 11월: 육군 제31보병사단 93연대장(육군 대령)
- 2010년 12월 준장 1차 진급
- 2011년 5월~2011년 12월: 한미연합사 지상구성군사령부 작전처장(육군 준장)
- 2011년 12월~2012년 11월: 한미연합사 작전처장
- 2012년 11월~2014년 4월: 한미연합사 기획참모차장
- 2014년 4월~2015년 11월: 육군 제25보병사단장(육군 소장)
- 2015년 11월~2016년 10월: 합동참모본부 작전부장
- 2016년 10월~2017년 9월: 육군 제1군단장(육군 중장)
- 2017년 9월~2019년 4월: 합동참모본부 작전본부장
- 2019년 4월~2020년 9월: 제48대 육군참모총장(육군 대장)
- 2020년 9월~2022년 5월: 47대 국방부 장관
- 2022년 5월~2024년 5월: 한국국방연구원(KIDA) 연구자문위원
- 2022년 9월~2023년 9월: 연세대학교 통일연구원 석좌교수
- 2023년 9월~: 연세대학교 통일연구원 객원교수
- 평택대학교 대학원 국가안보학과 석좌교수
- 대한민국 예비역 장성모임 성우회 고문
- 2025년 6월~: 한화에어로스페이스 상근고문

### 진급
- 1985년: 육군 소위
- 1986년: 육군 중위
- 1988년: 육군 대위
- 1994년: 육군 소령
- 2001년: 육군 중령
- 2006년: 육군 대령
- 2010년: 육군 준장
- 2014년: 육군 소장
- 2016년: 육군 중장
- 2019년: 육군 대장

## 군사기밀 삭제 지시 등
2020년 9월 중 국방부 장관 재직 중이던 서욱은 '서해 공무원 피격 사건'이 발생하자 서훈 국가안보실장, 서주석 국가안보실 1차장 등과 공모하여 국방부 군 정보망 '군사통합정보관리체계(MIMS, 밈스)'의 감청 첩보 삭제와, 합동참모본부 보고서 허위 작성을 지시하였다.
2022년 10월 22일 서울중앙지방법원 김상욱 영장전담부장판사는 직권남용권리행사방해, 허위공문서작성, 공용전자기록손상 죄 등으로 서욱에게 구속영장을 발부하였다.